# Капела (Пенафиел)
Капела (порт. Capela) — район (фрегезия) в Португалии, входит в округ Порту. Является составной частью муниципалитета Пенафиел. По старому административному делению входил в провинцию Дору-Литорал. Входит в экономико-статистический субрегион Тамега, который входит в Северный регион. Население составляет 1129 человек на 2001 год. Занимает площадь 14,46 км².
Покровителем района считается Иаков Зеведеев (порт. São Tiago).